# Parafia Matki Bożej Pocieszenia w Krasnymstawie
Parafia Matki Bożej Pocieszenia w Krasnymstawie – jedna z parafii rzymskokatolickich w Krasnymstawie, należąca do archidiecezji lubelskiej i Dekanatu Krasnystaw – Zachód. 

## Historia
W 1984 roku po erygowaniu parafii pw. Trójcy Przenajświętszej w Krasnymstawie, podjęto decyzję o budowie następnego kościoła. 4 maja 1986 roku poświęcono plac budowy. W 1987 roku rozpoczęto budowę kościoła według projektu arch. Bolesława Stelmacha. W 1991 roku odprawiono pierwszą mszę świętą. 
24 czerwca 1991 roku dekretem bpa Bolesława Pylaka została erygowana parafia pw. Matki Bożej Pocieszenia, w której było 7 500 wiernych. W kolejnych latach prowadzono prace wykończeniowe. 7 październik 2001 roku kościół został poświęcony.
Proboszczowie parafii:
1991–1995. ks. Józef Czerwonka.
1995–2010. ks. Waldemar Taracha.
2010– nadal ks. Janusz Gzik.

## Terytorium
- Krasnystaw – ul.: Anny Jagiellonki, Batalionów Chłopskich, Bojarczuka, Ceramiczna, Chmielna, Graniczna, Grunwaldzka, Kościuszki, Królowej Bony, Królowej Jadwigi, Królowej Sońki, Kuflowa, Litewska, Odrodzenia, Okrzei, Podmiejska, Reja, Sienkiewicza, Sobieskiego, Szymonowicza, Tokarzewskiego, Władysława Jagiełły, Wspólna, Zygmunta Augusta.
- Jaślików
- Niemienice
- Zakręcie.